# Zen Café
Zen Café — финская рок-группа, взявшая своё начало в городе «Турку в 1992-м году. Название группы произошло по мотивам названия книги Дзен и искусство ухода за мотоциклом» Роберта Пирсига по предложению бас-гитариста группы Кари Нюландера. Другими первоначальными членами группы же были Самули Путро (вокалист, гитарист), Микко Оешь (гитарист, вокалист) и Туомо Мякипаавола (ударник). Оешь вскоре покинул группу, как и Мякипаавола, которого на месте ударника заменил Пете Паркконен, что произошло ещё даже до выпуска первого диска группы. Кстати, весьма занимательный факт, что Родиной всех первоначальных участников группы является город Раахе.
Тексты песен группы сочиняет Самули Путро, но всегда вся группа, в полном составе, принимает участие в составлении композиции самих песен.
На первых порах их песни проигрывались в основном по радио и не имели широкой аудитории, а диски не продавались. Успех к группе пришёл только после выпуска в 1999 году нового альбома, носившего название Ua ua. Именно с него группа обрела свою широкую популярность, став одной из самых узнаваемых в Финляндии. Особенную известность приобрели песни «Todella kaunis», «Harri», «Aamuisin», «Mies jonka ympäriltä tuolit viedään», «Tavallaan jokainen on surullinen» и «Piha ilman sadettajaa».
Их седьмой и последний альбом Stop был издан 13 сентября 2006 года с предшествующей тому крупномасштабной рекламной кампанией самой группы, включая самую крупную социальную сеть в Финляндии IRC-Galleria. Первый сингл с диска был назван «Rakastele mua».
В 2008 году члены Zen Cafe заявили на своём личном сайте, что хотят сделать годовую паузу от гастролей и выпуска новых альбомов. Пауза продолжается, и весьма очевидно или же просто возможно, что группа не будет больше возобновлять свою деятельность вообще, однако она официально ещё не самораспускалась.

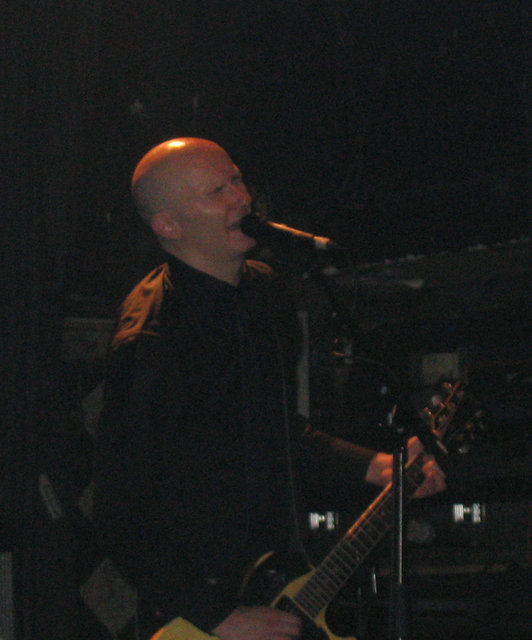
Самули Путро, Tavastia Klubi, Хельсинки, 16. апреля 2006

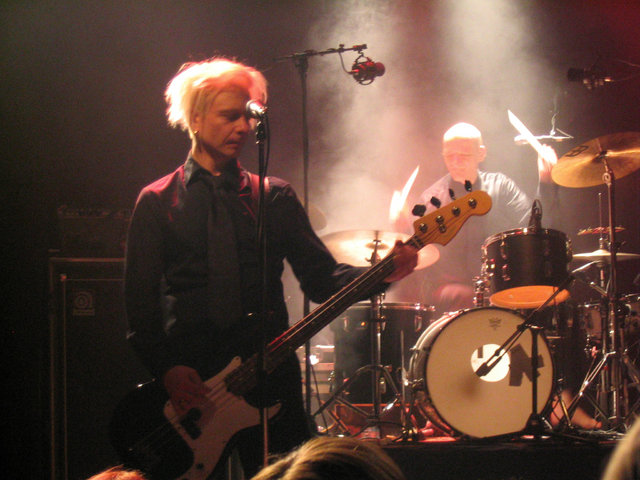
Кари Нюландер и Пете Паркконен, Tavastia Klubi, Хельсинки, 16 апреля 2006

## Участники
- Са́мули Пу́тро — гитарист, вокалист
- Ка́ри Ню́ландер — бас-гитарист
- Пе́те Па́ркконен — ударник

### Бывшие участники
- Ми́кко О́ешь — гитарист, вокалист
- Ту́омо Мя́кипа́авола — ударник

## Дискография

### Альбомы
- Romuna  (1997)
- Idiootti  (1998)
- Ua ua  (1999)
- Helvetisti järkeä  (2001)
- Vuokralainen  (2002)
- Jättiläinen  (2003, kokoelma)
- Laiska, tyhmä ja saamaton  (2005)
- STOP  (2006)